# Émeute de Brixton de 1981

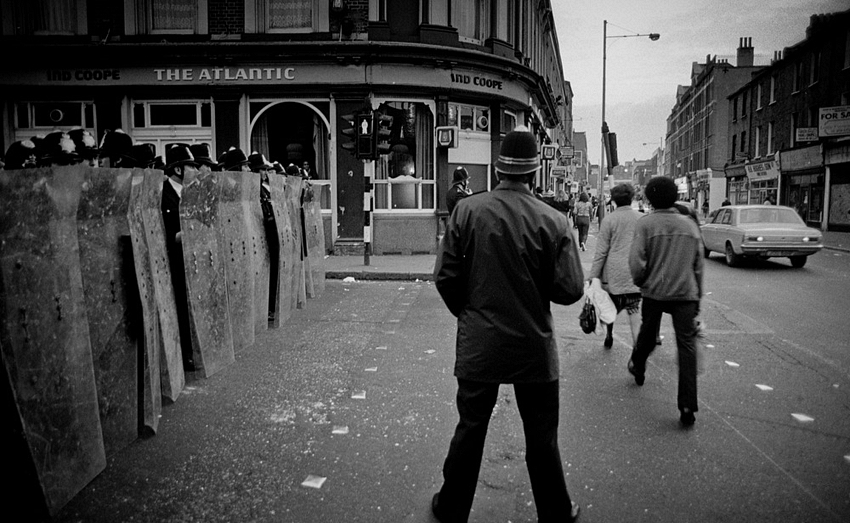
Rangée de policiers antiémeute dans une rue londonienne, le 11 avril 1981.

 (mai 2024).
La mise en forme du texte ne suit pas les recommandations de Wikipédia : il faut le « wikifier ».
Les points d'amélioration suivants sont les cas les plus fréquents. Le détail des points à revoir est peut-être précisé sur la page de discussion.
- Les titres sont pré-formatés par le logiciel. Ils ne sont ni en capitales, ni en gras.
- Le texte ne doit pas être écrit en capitales (les noms de famille non plus), ni en gras, ni en italique, ni en « petit »…
- Le gras n'est utilisé que pour surligner le titre de l'article dans l'introduction, une seule fois.
- L'italique est rarement utilisé : mots en langue étrangère, titres d'œuvres, noms de bateaux, etc.
- Les citations ne sont pas en italique mais en corps de texte normal. Elles sont entourées par des guillemets français : « et ».
- Les listes à puces sont à éviter, des paragraphes rédigés étant largement préférés. Les tableaux sont à réserver à la présentation de données structurées (résultats, etc.).
- Les appels de note de bas de page (petits chiffres en exposant, introduits par l'outil «  Source ») sont à placer entre la fin de phrase et le point final[comme ça].
- Les liens internes (vers d'autres articles de Wikipédia) sont à choisir avec parcimonie. Créez des liens vers des articles approfondissant le sujet. Les termes génériques sans rapport avec le sujet sont à éviter, ainsi que les répétitions de liens vers un même terme.
- Les liens externes sont à placer uniquement dans une section « Liens externes », à la fin de l'article. Ces liens sont à choisir avec parcimonie suivant les règles définies. Si un lien sert de source à l'article, son insertion dans le texte est à faire par les notes de bas de page.
- La présentation des références doit suivre les conventions bibliographiques. Il est recommandé d'utiliser les modèles {{Ouvrage}}, {{Chapitre}}, {{Article}}, {{Lien web}} et/ou {{Bibliographie}}. Le mode d'édition visuel peut mettre en forme automatiquement les références.
- Insérer une infobox (cadre d'informations à droite) n'est pas obligatoire pour parachever la mise en page.

Pour une aide détaillée, merci de consulter Aide:Wikification.
Si vous pensez que ces points ont été résolus, vous pouvez retirer ce bandeau et améliorer la mise en forme d'un autre article.
L'émeute de Brixton de 1981, ou soulèvement de Brixton est une série d'affrontements entre des jeunes principalement noirs et la police métropolitaine de Brixton, Londres, entre le 10 et le 12 avril 1981.
Les soulèvements ont lieu en protestation contre les discriminations exercés par la police principalement blanche contre la communauté noire, en particulier l'augmentation des interpellations par la police dans la région, et des tensions résultant de la mort de 13 adolescents et jeunes adultes noirs dans l'incendie de New Cross (en)  en janvier 1981.
La principale émeute du 11 avril, surnommée Bloody Saturday par le magazine Time a fait 279 blessés parmi la police et 45 blessés dans la population civile, plus d'une centaine de véhicules ont été incendiés, dont 56 véhicules de police ; près de 150 bâtiments ont été endommagés, dont une trentaine incendiés, et de nombreux magasins ont été pillés. 82 arrestations ont eu lieu également. Les rapports ont suggéré l'implication de 5 000 personnes. L'émeute de Brixton est suivie d'autres émeutes dans de nombreuses autres villes et villages anglais. Le gouvernement Thatcher commandite une enquête à la suite de ces émeutes, qui aboutit au rapport Scarman. Celui-ci reconnaît l'usage disproportionné et abusif des contrôles au faciès dans un contexte social et économique tendu, tout en refusant de parler de « racisme institutionnel ».

## Contexte
Brixton, dans le sud de Londres, était une zone connaissant de graves problèmes sociaux et économiques. L'ensemble du Royaume-Uni a été touché par une récession en 1981, mais la communauté afro-caribéenne locale souffrait d'un chômage particulièrement élevé, de logements insalubres et d'un taux de criminalité supérieur à la moyenne.
Au cours des mois précédents, les tensions s'étaient exacerbées entre la police et les habitants de Lambeth, le borough de Londres dans lequel se trouve Brixton. Le 18 janvier 1981, treize jeunes noirs sont morts dans l'incendie lors d'une fête à New Cross, dans le quartier voisin de Lewisham. Bien que les autorités aient déclaré que l'incendie s'était déclaré à l'intérieur et qu'il était accidentel, le public a cru qu'il s'agissait d'un incendie criminel et a critiqué l'enquête policière. La population du quartier de Brixton, largement noire, avait le sentiment que les autorités ne s'intéressaient pas à leur sort et que les discriminations observées à l'école, sur le marché de l'emploi, et dans les cours de justice étaient systémiques. Margaret Thatcher a mis plus de 5 semaines avant de transmettre ses condoléances aux familles, et ne s'est jamais rendue sur place pour rencontrer les familles victimes. Des militants noirs, dont Darcus Howe (en), ont organisé une marche pour la Journée d'action des personnes noires le 2 mars. Le nombre de participants a été évalué entre 5 000, 20 000 et 25 000. Les manifestants ont marché 17 miles de Deptford à Hyde Park, en passant devant les Chambres du Parlement et Fleet Street,. Alors que la plupart des manifestants se sont arrêtés à Hyde Park sans incident notable, il y a eu quelques affrontements avec la police à Blackfriars. Selon le professeur Les Back (en), « alors que la presse locale a couvert la marche avec respect, les journaux nationaux se sont déchargés de tout le poids des stéréotypes raciaux ». Le titre ' de la première page de l'Evening Standard affichait une photo d'un policier au visage ensanglanté juxtaposée à la citation de Darcus Howe selon laquelle la marche était  une » bonne journée ». Quelques semaines plus tard, la police a arrêté certains des organisateurs de la marche et les a inculpés du délit de délit d'émeute, mais les personnes ont ensuite été acquittées.
En 1980, le nombre de crimes enregistrés dans l'arrondissement de Lambeth était de 30 805, dont 10 626 dans la division de Brixton. Entre 1976 et 1980, Brixton représentait 35 % de tous les crimes dans l'arrondissement, mais 49 % de tous les vols qualifiés et vols avec violence. La police a reconnu l'augmentation de la criminalité : début avril, la police métropolitaine a lancé l'opération Swamp 81, une opération en civil visant à réduire la criminalité (le nom a été repris en citation de l'affirmation du premier ministre Margaret Thatcher en 1978 selon laquelle le Royaume-Uni « pourrait être plutôt submergé (« swamped » en anglais) par des personnes d'une culture différente),. Les patrouilles en uniforme ont aussi augmenté dans la région. Des agents d'autres districts de la police métropolitaine et du Special Patrol Group (en) ont été envoyés à Brixton, et en cinq jours, 943 personnes ont été arrêtées et fouillées, dont 82 arrêtées, grâce à l'utilisation intensive d'un dispositif juridique connu sous le nom de « loi Sus ». Le nom de ce dispositif juridique faisait référence aux pouvoirs donnés à la police en vertu du Vagrancy Act 1824 (en) (traduction : loi de 1824 sur le vagabondage), qui permettait à la police de fouiller et d'arrêter des membres du public lorsqu'ils étaient soupçonnés d'agir de manière suspecte et même si aucun crime n'était commis. La communauté afro-caribéenne a accusé la police d'utiliser ces dispositifs légaux de manière disproportionnée contre les Noirs.

## 10–11 avril
Les critiques publiques atteignent un paroxysme le vendredi 10 avril. Vers 17 h 15, un agent de police, Steve Margiotta voit un jeune homme, Michael Bailey courir vers lui, apparemment pour fuir trois autres jeunes. Bailey est arrêté et saigne abondamment, mais se libère et part en courant. Arrêté à nouveau sur Atlantic Road, Il s'avère qu'il a reçu une blessure par arme blanche. Il se réfugie dans un appartement et reçoit de l'aide d'une famille et de l'agent de police qui apposent du papier absorbant sur sa blessure. Une foule se rassemble et, alors que la police tente d'emmener le garçon blessé dans un taxi en attente sur Railton Road, la foule tente d'intervenir pensant que la police ne fournissait pas l'aide médicale requise dont Bailey avait besoin rapidement. Alors que le taxi s'éloigne à grande vitesse, une voiture de police arrive et arrête le taxi. Lorsqu'un officier de la voiture de police se rend compte que Bailey est blessé, il le déplace à l'arrière de la voiture de police pour l'emmener plus rapidement à l'hôpital et panse sa blessure plus étroitement pour arrêter l'écoulement de sang. Un groupe de 50 jeunes commence à crier pour que Bailey soit libéré, pensant que la police procède à une arrestation.« Regardez, ils le tuent ! »affirme l'un d'entre d'eux. La foule prend d'assaut la voiture de police et sort le jeune homme.
Des rumeurs se répandent selon lesquelles un jeune a été laissé pour mort par la police, ou que la police s'était contenté de regarder le jeune poignardé allongé dans la rue. Plus de 200 jeunes, noirs et blancs et majoritairement afro-caribéens, se seraient retournés contre la police. En réponse, la police a décidé d'augmenter le nombre de patrouilles à pied sur Railton Road malgré les tensions, et de poursuivre l'opération Swamp 81 toute la nuit et le lendemain.

## 11–12 avril
La communauté locale a cru que le jeune poignardé était décédé des suites de la brutalité policière, alimentant les tensions tout au long de la journée alors que la foule se rassemblait lentement. Les tensions ont éclaté pour la première fois vers 16 h, alors que deux policiers arrêtent et fouillent un taxi à Railton Road. À ce moment-là, Brixton Road (Brixton High Street) s'est remplie de gens en colère et des voitures de police sont bombardées de briques. Vers 17 h, la tension s'est intensifiée et propagée, et le bulletin d'information de 21 h BBC News fait état de 46 policiers blessés, dont cinq grièvement. Des magasins ont été pillés sur Railton Road, Mayall Road (en) Leeson Road, Acre Lane (en) et Brixton Road (en). Le pillage à Brixton aurait commencé vers 18 h. À 18 h 15, les pompiers ont reçu leur premier appel, alors qu'un fourgon de police a été incendié par des émeutiers à Railton Road, les pompiers étant avertis d'une « émeute en cours ». Alors que les pompiers s'approchaient du cordon de police, ils ont été agressés sans avertissement sur Railton Road par 300 jeunes armés de bouteilles et de briques.
La police locale lance des appels d'urgence aux policiers de Londres pour demander de l'aide. La police locale n'avait pas de stratégie claire et ne disposaient que de casques inadéquats et de boucliers en plastique non ignifugés pour se protéger pour évacuer les émeutiers. La police aurait également eu des difficultés de communication radio. La police a procédé à l'évacuation de la zone Atlantic-Railton-Mayall en repoussant les émeutiers sur la route, formant de profonds murs de protection. Les émeutiers ont répondu avec des briques, des bouteilles et des cocktails Molotov.
À 17 h 30, la violence s'aggrave. Des membres du public non émeutiers tentent de s'interposer entre la police et les émeutiers, appelant à une désescalade en retirant la police de la zone. Les destructions des émeutiers ont culminé vers 20 h, car ces tentatives de médiation ont échoué. Deux pubs, 26 commerces, écoles et autres structures ont été incendiés lors des émeutes.
Vers 21 h 30, plus de 1 000 policiers ont été envoyés à Brixton, pour réprimer les émeutiers. À une heure du matin le 12 avril 1981, la zone était largement maîtrisée et sans attroupement à l'exception de celui de la police dans les rues. Les pompiers ont refusé de revenir jusqu'au lendemain matin. Le nombre de policiers est passé à plus de 2 500 et, aux premières heures du dimanche matin, les émeutes étaient terminées.
Au cours des troubles, 299 policiers ont été blessés, ainsi qu'au moins 65 membres du public. 61 véhicules privés et 56 véhicules de police ont été détruits. 28 locaux ont été incendiés et 117 autres endommagés et pillés. 82 arrestations ont été effectuées.
Entre le 3 et le 11 juillet de cette année-là, il y a eu davantage de troubles alimentés par la discorde raciale et sociale, à Handsworth à Birmingham, Southall à Londres, Toxteth à Liverpool, Hyson Green (en), Nottingham, Moss Side et Manchester. Il y a eu également de plus petites émeutes à Leeds, Leicester, Southampton, Halifax, Bedford, Gloucester, Wolverhampton, Coventry, Bristol et Édimbourg. La tension raciale a joué un rôle majeur dans la plupart de ces troubles, bien que toutes les émeutes aient eu lieu dans des zones particulièrement touchées par le chômage et la récession.

### Rapport Scarman
Le ministre de l'Intérieur, William Whitelaw, a commandé une enquête publique sur l'émeute dirigée par Lord Scarman (en). Le rapport Scarman a été publié le 25 novembre 1981.
Scarman a fourni des preuves incontestables de l'utilisation disproportionnée et aveugle des dispositifs légaux permettant à la police d'effectuer des « interpellations et fouilles » contre les Noirs. Il indique que la cause des émeutes est une situation politique, sociale et économique complexe, qui a créé des dispositions favorables à l'émergence de violentes protestations. S'il réfute l'idée d'un racisme systémique des institutions policières, il conseille néanmoins d'embaucher davantage de policiers de couleur, de recourir à la discrimination positive et d'investir dans les infrastructures locales pour remédier au problème de la pauvreté. Il préconise également de former mieux les policiers.
En conséquence, un nouveau code de conduite policier a été proposé : Police and Criminal Evidence Act 1984 (en). La loi prévoyait aussi l'établissement d'une institution officielle pour les plaintes et les recours contre la police : Police Complaints Authority (United Kingdom) (en). Cette institution est créée en 1985, pour tenter de restaurer la confiance du public envers la police. Scarman a conclu que « des facteurs politiques, sociaux et économiques complexes [créaient] une disposition à la protestation violente » et préconisé l'embauche de davantage de personnes de couleur dans la police, tout en refusant d'admettre l'existence d'un racisme institutionnel dans la police.
Le rapport Macpherson de 1999, une enquête sur le meurtre de Stephen Lawrence et sur l'incapacité de la police à établir des preuves suffisantes pour poursuivre les suspects inculpés, a conclu que les recommandations du rapport Scarman de 1981 avaient été ignorées. Le rapport concluait que la police était « institutionnellement raciste », contrairement au rapport Scarman.
Le 25 mars 2011, BBC Radio 4 a diffusé The Reunion (en), une émission présentant des souvenirs de participants, dont des policiers et des habitants noirs de Brixton.

### Autres émeutes
Le 13 avril, Margaret Thatcher a rejeté l'idée que le chômage et le racisme étaient à l'origine des troubles de Brixton, affirmant que « rien, mais rien, ne justifie ce qui s'est passé ». Le taux de chômage global à Brixton s'élevait à 13 %, dont 25,4 % pour les minorités ethniques. Le chômage des jeunes noirs était estimé à 55 %. Rejetant l'idée d'une augmentation des investissements dans les centres-villes britanniques, Thatcher a ajouté : « L'argent ne peut acheter ni la confiance ni l'harmonie raciale » Le chef du Lambeth London Borough Council, Ted Knight (en), s'est plaint que la présence policière équivalait à une armée d'occupation qui a provoqué les émeutes; Thatcher a répondu: « Quelle absurdité absolue et quelle remarque épouvantable. . . Personne ne devrait tolérer la violence. Personne ne devrait cautionner les événements. . . Ils étaient criminels, criminels ».
Des perturbations à petite échelle ont perduré tout au long de l'été. Après quatre nuits d'émeutes à Liverpool lors des émeutes de Toxteth en 1981 (en), à partir du 4 juillet, 150 bâtiments ont été incendiés et 781 policiers blessés. Le gaz CS a été déployé pour la première fois sur le continent britannique pour réprimer des émeutes. Le 10 juillet, de nouvelles émeutes éclatent à Brixton. Ce n'est qu'à la fin du mois de juillet que les troubles ont commencé à s'apaiser.
Les recommandations du rapport Scarman pour s'attaquer aux problèmes du désavantage racial et de déclin des quartiers défavorisés n'ont pas été mises en œuvre. Des émeutes éclatent à nouveau lors des émeutes de Brixton en 1985 et 1995.